# Kanton Lyon-XII
Kanton Lyon-XII (francouzsky Canton de Lyon-XII) je francouzský kanton v departementu Rhône v regionu Rhône-Alpes. Zahrnuje část 8. městského obvodu města Lyonu.